# Дауве Боб
Дауве Боб Постума (хол. Douwe Bob Posthuma, : []; Амстердам, 12. децембар 1992) холандски је кантаутор. Победио је у талент шоу програму De beste singer-songwriter van Nederland. Специјализован је за народну и кантри музику, а 2016. је представљао Холандију на Евровизији.

## Ране године
Боб је рођен 12. децембра 1992. у Амстердаму. Његов отац је познати дизајнер.
Са шест година је почео да свира клавир у почетку је био сконцентрисан на класичну музику и џез. Гитару је почео да свира са 14 година; као певач инспирисан је кантри, народном и поп музиком у периоду 1950—1970. године.

## Каријера

### 2012—2013:Born in storm
Године 2012. учествовао је и победио у такмичењу најбољих певача и текстописаца De beste singer-songwriter van Nederland. Свирао је песме: Стојим овде беспомоћан (енгл. Standing Here Helpless), Икар (енгл. Icarus), а у финалу Шарени анђели (енгл. Multicolored Angels).
Свој први албум Рођен у олуји (енгл. Born In storm) објавио је 3. маја 2013. године. Већину песама је написао током одмора у Мароку.

### 2014-15: Pass it on
У јануару 2015. године објавио је своју песму Држите ме (енгл. Hold me). У фебруару 2015. године најавио је нови албум који је објављен 15. маја под називом Pass it on у сарадњи са издавачком кућом Universal Music Group.

### 2016-данас: Евровизија
2016. је представљао своју државу на песми Евровизије у Стокхолму где је у финалу заузео 11. место са освојених 153 бода. Изводио је песму Slow Down.

## Приватан живот
10. марта 2016. је у интервјуу на телевизији OutTV рекао да је по сексуалном опредељењу бисексуалац.